# Димитър Френкев
Димитър Вълчев Френкев е български фотограф.

## Биография
Роден е през 1892 г. в село Горно Райково. На седем години майка му го изпраща слуга в Ксанти. След завършване на четвърто отделение, тръгва чирак с райковските дюлгери из Шаръшабанските села в Беломорието. След две години дюлгерска работа решава да стане дърводелец. Изучава занаята в Ксанти и през 1912 г. започва работа в село Еникьой. През 1915 г. отслужва военната си служба в българската войска в Ксанти и Гюмюрджина. В същото време сестра му Шина се омъжва за фотографа Игнат Илиев. От него придобива интерес към фотографията и започва изучаването и практикуването ѝ. Взема участие в Първата световна война. След войнишка служба, през 1920 г., решава да усъвършенства фотографията при софийския фотограф Тодор Апостолов, а по-късно изкарва курсовете организирани от фотографската кооперация в София. Завръщайки се в родното си село открива фотоателие, като продължава да бъде и дърводелец. През 1921 г. докарва първата киномашина в родопския край и прожектира филми в театър „Изграв“ в село Долно Райково. Секретар е на Трудово горска кооперация „Мура“ село Райково (1933 – 1934). От 1952 до 1970 г. работи като фотограф в Държавно предприятие фотография Смолян. Умира на 4 май 1973 г.
Личният му архив се съхранява във фонд 1060 в Държавен архив – Смолян. Той се състои от 282 архивни единици от периода 1892 – 2009 г.